# Kaltenbuch 17

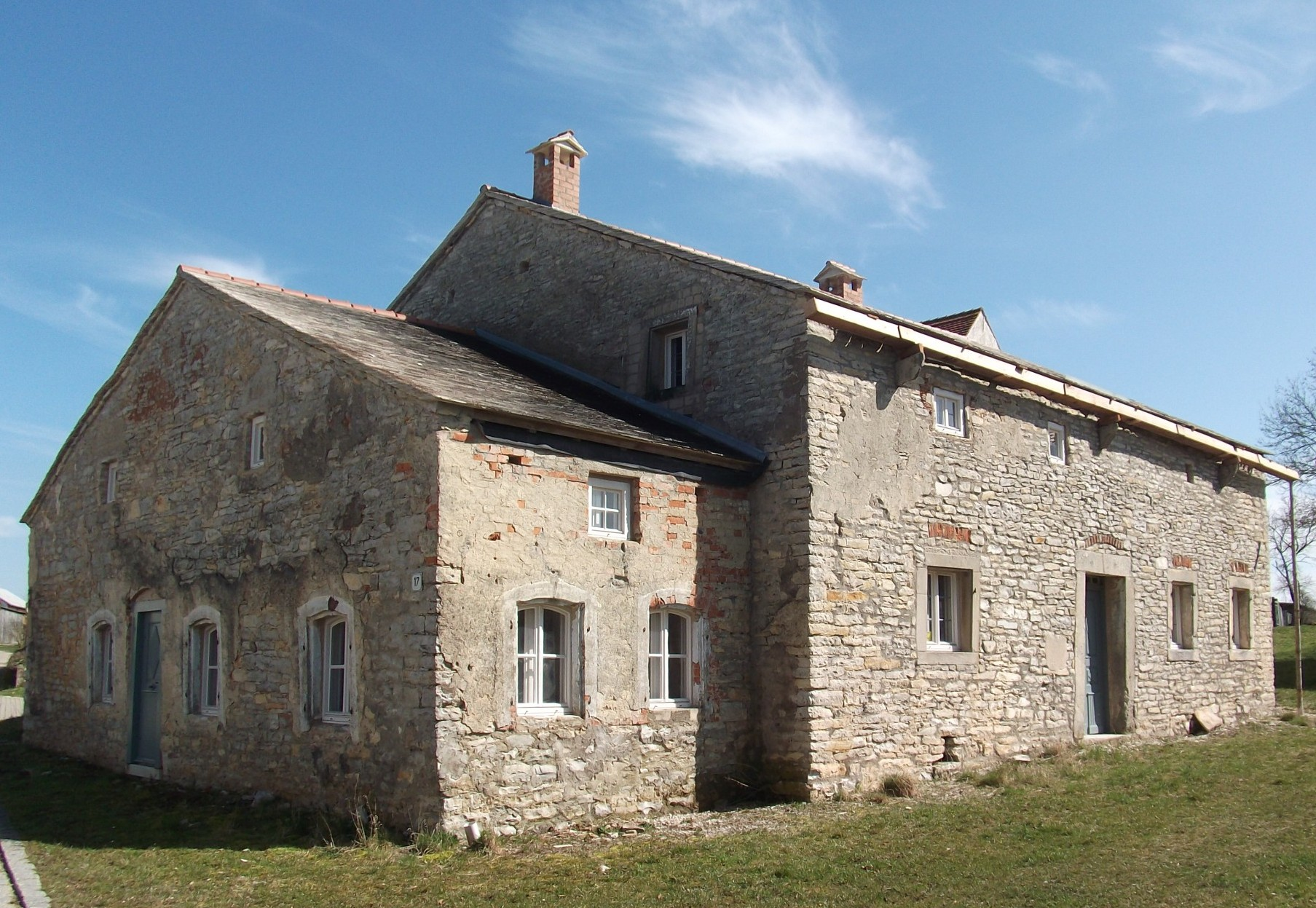
Ehemaliges Wohnstallhaus mit Austragshaus in Kaltenbuch (2016)

Das Gebäude Kaltenbuch 17 in Kaltenbuch, einem Gemeindeteil von Bergen im mittelfränkischen Landkreis Weißenburg-Gunzenhausen, wurde dendrochronologisch in das Jahr 1727 datiert. Das ehemalige Wohnstallhaus steht auf der Liste der geschützten Baudenkmäler in Bayern.
Das eingeschossige Jurahaus ist ein Flachsatteldachbau mit hohem Kniestock, der teilweise in Fachwerkbauweise ausgeführt ist.
Der eingeschossige Vorbau ist ein ehemaliges Austragshaus aus dem Jahr 1810. Die Scheune, ein Flachsatteldachbau in Jura-Bauweise, wird um 1800 datiert.